# Josane Sigart
Josane Sigart, zamężna De Meulemeester (ur. 7 stycznia 1909 w Brukseli, zm. 20 sierpnia 1999) – belgijska tenisistka.
Była pierwszą tenisistką z Belgii, która sięgnęła po trofeum wielkoszlemowe (w grze podwójnej; w grze pojedynczej jako pierwsza dokonała tego Justine Henin-Hardenne na Roland Garros w 2003 roku). W 1931 roku dotarła do finału Wimbledonu w grze podwójnej, w parze z Francuzką Doris Metaxą. Uległy 6:3 3:6 4:6 parze Dorothy Shepherd Barron / Phyllis Mudford. Rok później (1932) to one triumfowały na trawiastych kortach Londynu. W ostatecznej rozgrywce pokonały wielokrotne mistrzynie Wielkiego Szlema, Helen Jacobs i Elizabeth Ryan 6:4 6:3. Finalistka tegoż turnieju w grze mieszanej; w roku 1932, w parze z Harrym Hopmanem ulegli w finale Elizabeth Ryan i Enrique Maierowi 5:7 2:6.